# 辣手殺人王
《辣手殺人王》（直译：蝎子的尾巴）是一部1971年的意大利鉛黃電影，由瑟吉歐·馬蒂諾執導，盧西亞諾·馬蒂諾製作，艾尼斯圖·加斯托迪和艾德華多·曼薩諾共同編劇，喬治·希爾頓、安妮黛·史琳柏、艾妲·蓋莉和潔妮·雷諾主演，配樂由布魯諾·尼可萊創作。

## 劇情
在丈夫库尔特因飞机事故丧生后，莉萨·鲍默收到了一百万美元，她需要在希腊雅典领取。莉萨的前夫菲利佩跟踪她并要求赔偿。当他们会面时，她发现菲利普已经死亡，于是赶飞机逃往雅典。

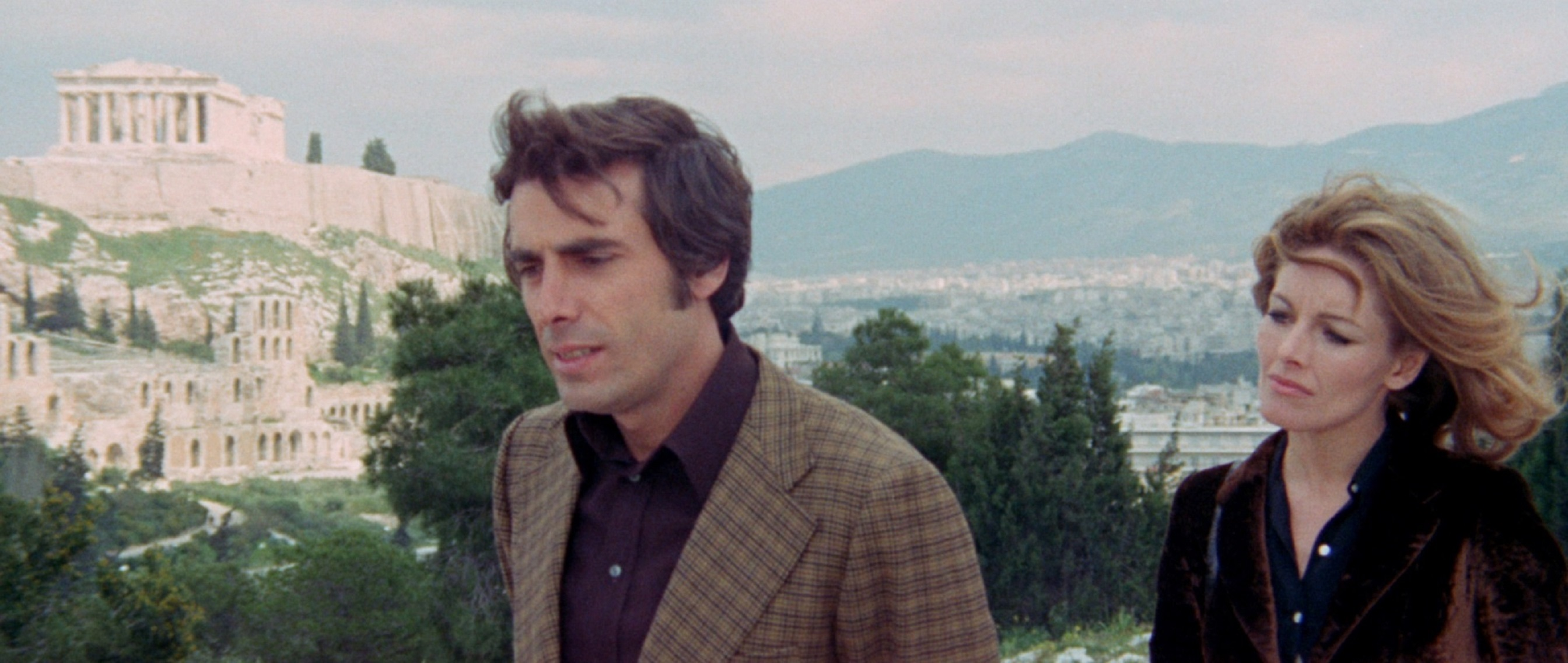
喬治·希爾頓和安妮黛·史琳柏

保险调查员彼得·林奇被雇佣来跟踪莉萨以确认赔偿的合法性。他与莉萨相遇，他的身份一眼就被看穿了。追踪莉萨的还有库尔特的情妇拉腊·弗洛拉基斯和她的助手阿巴德·谢里夫。在一座废弃的剧院，他们试图拿到钱，但莉萨逃走了。他们试图抓住她，但林奇帮助莉萨逃脱。莉萨拿到钱后，安排在东京与她的情人会面。然而，一名戴面具的凶手闯入莉萨的酒店房间，将她刺死，然后偷走所有的钱。
雅典警方介入，由斯塔夫罗斯督察领导。国际刑警约翰·斯坦利也在调查，他自飞机爆炸以来一直在跟踪莉萨，他的机构认为那是一起爆炸案。警方对林奇和弗洛拉基斯进行了询问。不久后，一位记者克莱奥·杜邦与林奇见面。他们很快开始了一段感情，并决定一起进行调查。
林奇亲自去质询弗洛拉基斯，斯坦利也赶到。谢里夫用一把斧头险些杀死林奇。当斯坦利询问时，弗洛拉基斯装傻，但林奇指控她和谢里夫是凶手。那天晚上，凶手谋杀了她。谢里夫接到她的求救电话后赶到，追逐凶手至天台，最後坠楼身亡。
莉萨的情人乔治·巴尼特在一家酒店与一名空姐女友会面。巴尼特还有一套制服。一天晚上，当林奇与克莱奥在她的公寓工作室时，凶手袭击了她。林奇赶到并救了她。现场有一只袖扣，呈蝎子形状。库尔特的照片显示他也戴着同样的袖扣，林奇推测库尔特还活着，他就是凶手。与此同时，巴尼特在伦敦被人杀害。
林奇和克莱奥安排了一次林奇的游艇之旅，开始假装逃亡生活，协助警方引诱库尔特放松警惕后抓捕归案。与此同时，警方会见了那位空姐，注意到她的领章设计与那枚袖扣相同。在游艇上，克莱奥看到林奇潜入一个水下洞穴。后来，克莱奥在洞穴底部的岩石中发现了一袋装有保险金的塑料袋。林奇抓住她，强迫她回到船上，承认自己一直是凶手。莉萨的情人是他的帮凶，也是飞机上的炸弹客，整个计划都是为了引诱莉萨到被杀的地方，从而拿到钱。林奇后来杀害了所有的责任人，包括被安排袭击克莱奥以转移对自己怀疑的巴尼特。
林奇提出和克莱奥一起逃走，她急忙跑到收音机那里想要寻求帮助。随后，林奇追赶着她。克莱奥用鱼叉刺伤了林奇的肩膀，跳入海中，逃到附近的一个岛屿，林奇紧随其后。当林奇赶上她时，他被警察击毙。